# Le Moutaret
Le Moutaret là một xã thuộc tỉnh Isère trong vùng Rhône-Alpes đông nam nước Pháp. Xã này nằm ở khu vực có độ cao từ 320-1089 mét trên mực nước biển. Theo điều tra dân số năm 2008 của INSEE có dân số là 198 người.